# Golden Cup
Golden Cup est une série de bande dessinée française de science-fiction.
Elle reprend l'univers de la série  Golden City, bien que se déroulant durant l'enfance de Harrison Banks, le héros de Golden City.

## Albums
- Tome 1 : Daytona (2003)
- Tome 2 : 500 milles chevaux (2004)
- Tome 3 : Des loups dans la spéciale (2006)
- Tome 4 : La Fille de la toundra (2008)
- Tome 5 : Le Baiser du Dragon (2010)
- Tome 6 : Le Truck infernal (2015)

## Publication

### Éditeurs
- Delcourt (Collection Neopolis) : Tomes 1 et 4 (première édition des tomes 1 et 4).